# 阿兰巴里
阿兰巴里是巴西圣保罗州的一个市镇。总面积159.19平方公里，总人口4070人，人口密度25.6人/平方公里。